# Lalo Brito
José Eduardo Brito Morales (Puebla, 16 de agosto de 1990) conocido artísticamente como Lalo Brito, es un cantante, actor y compositor mexicano. Destacado por haber sido uno de los integrantes de La Nueva Banda Timbiriche y por sus papeles como Andrés «Andy» Guiderman y Diego en las series infanto-juveniles, Kally's Mashup y Papás por encargo respectivamente.

## Trayectoria artística

### Como miembro de La nueva banda timbiriche

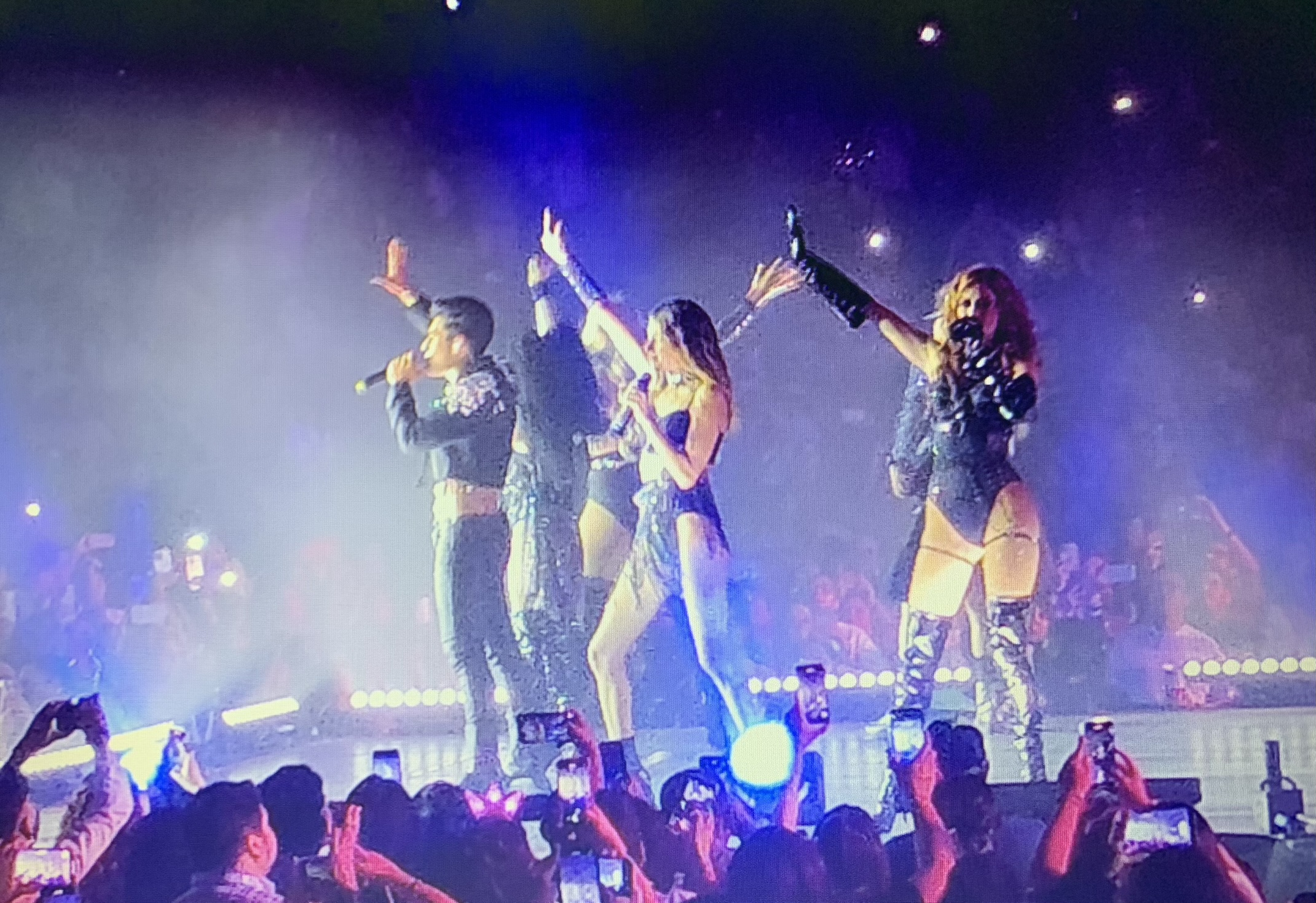
La nueva banda timbiriche en un concierto de 2023 del 2000's Pop Tour

Empezó su carrera artística en 2007 en el reality show Buscando a Timbiriche: La Nueva Banda, el cual ganó convirtiéndose así en el quinto integrante del grupo La Nueva Banda Timbiriche, siendo uno de los miembros y una de las voces más importantes para el sencillo '«Tú, tú, tú»', que entró  en el Top Ten nacional, ganando un disco de oro por las altas ventas tanto en México como en Estados Unidos. Hizo más de 15 actuaciones, junto con el grupo RBD por Estados Unidos en su gira «Empezar desde cero World Tour».
el 31 de marzo de 2009, se presentaron por última vez en la Plaza de la Independencia de Nuevo Laredo, allí anunciaron su separación debido a la falta de apoyo de su disquera y porque cada integrante ya se encontraba haciendo proyectos por separado 
el 5 de agosto de 2023, seis de los siete miembros, vuelven para la gira de los 2000's Pop Tour  y desde el 12 de octubre del mismo año son parte de la gira de los «2000sxsiempre». 

### Estudios e inicio como solista
Luego de finalizar el proyecto de La Nueva Banda Timbiriche, intenta buscar oportunidades con distintas disqueras para emprender su carrera en solitario. Sin embargo, no logra conseguir aceptación por parte de ninguna de ellas, lo que lo lleva a sentirse decepcionado y tomar la decisión de alejarse de la música, optando por estudiar Mercadotecnia. Después de un período, toma la determinación de dar inicio a su carrera como artista solista de manera independiente, utilizando YouTube como plataforma para compartir su música. Esto lo convierte en uno de los primeros músicos independientes de México en utilizar dicha plataforma para presentar sus canciones.
Su primera canción lanzada como solista fue «Ellas (morena latin girl)», que tuvo presencia en el episodio «Fan» de la serie La rosa de Guadalupe, donde asume el rol de Alan. Luego, lanzó «Dile» en colaboración con Taimak.
En 2014, presenta «Pegaditos» como su tercera creación musical, marcando el comienzo de su próximo trabajo en solitario. Adicionalmente, hace público el segundo sencillo promocional «Aprender a despegar».

### 2015-2017: primeras colaboraciones y lanzamiento del primer EP
Durante el transcurso de 2015, efectúa su primera colaboración en la canción «Un pedazo de mi (Versión acústica)» junto a Dani Del Corral. Esta colaboración forma parte del álbum homónimo de la cantante, y ambos artistas llevaron a cabo una gira por Colombia para promocionarla. En ese mismo año, estrena su primer EP en solitario titulado Sentimientos maltratados; el cual contiene cinco canciones: «Pegaditos», «Mientras me enamoras», «Aprender a despegar», «Dile» y «Ellas (Morena latin girl)». El título de este EP nace debido a que sintió que estas canciones habían sido «Maltratadas» cuando decidió poner pausa a su carrera musical. Durante ese mismo período; lanza el videoclip de Mientras me enamoras en colaboración con Danna Paola. Asimismo, colabora con Alex Reyna en la canción «Engreído», parte del álbum «Metamorfosis» de dicho cantante, el cual fue lanzado el 21 de julio de 2014.
El 9 de enero de 2016, «Mientras me enamoras» se estrena en otras plataformas digitales y ese mismo año fue nominada a los Nickelodeon Kids' Choice Awards México en la categoría de canción favorita. Brito se convierte en el primer artista independiente mexicano en recibir tal nominación en dichos premios.
El 8 de diciembre de 2017, lanza un nuevo sencillo titulado «Serenata en la noche».

### 2019 - 2020: lanzamiento de segundo EP
En 2019, presenta dos sencillos: «Me fui» y «Marinero». También comparte la versión acústica de «Me fui» en colaboración con Samo.
En 2020, se lanza un sencillo titulado «Marinero (versión acústica)», y se estrena su segundo álbum EP titulado Bohemia personal. Este álbum es diferente a un álbum normal, ya que además de contener cuatro canciones, «Me fui (versión acústica)», «Marinero (versión acústica)», «Serenata en la noche (versión acústica)» y «¿Quién?»,  incluye tres audios titulados «Buenos días :)», «Ay dolor :(» y «Bohemia personal». Estos audios funcionan como introducciones entre cada tema, y adicionalmente, se presenta un bonus track que es una charla entre Lalo y otra persona titulada «El taxi y yo», . Brito describe este EP como una «experiencia  auditiva, en vivo y acustica» y  , y su creación estuvo inspirada en sus viajes por diversas regiones de México. Durante ese mismo año, como gesto de agradecimiento a sus seguidores de Brasil, lanza una versión en portugués de su canción «Serenata en la noche» llamada '«Serenata à noite»'. Además, presenta su interpretación musical de '«Santa Claus llegó a la ciudad»'.

### 2021-presente
En 2021, lanza el videoclip de «¿Quién?» para cerrar la etapa de «Bohemia personal» [cita requerida], y luego presenta un nuevo sencillo,  «La culpa». También realiza un remix de esta canción en colaboración con  Jorge Blanco,  Además, colabora con Pllws y ElManu Gómez en la canción «Niño», parte del álbum EP de Pllws titulado «Dos», lanzado el 25 de noviembre de 2021.
El 15 de junio de 2023, presenta una nueva colaboración «Fin de semana» junto a Kevin Rogers. Posteriormente, el 25 de agosto, fue uno de los invitados en el concierto de Paty Cantú en el teatro Metropólitan de México. el 22 de septiembre de 2023 sale un nuevo sencillo titulado «Sólo tú».

### Inicios: La rosa de Guadalupe, obras de teatro musical
Lalo comienza actuando en la telenovela mexicana La rosa de Guadalupe, participando en 2 capítulos: «El Escenario de la Vida», donde interpretó a Ezequiel, y «Fan», en la que interpretó a Alan. [cita requerida]
En 2011, forma parte de la obra musical «Hairspray», desempeñando el papel de Link.
En 2016, Lalo se une al elenco de «Carrie el musical», donde interpretó el papel de Tommy Ross..

### 2017- 2019: kally's mashup y jesucristo super estrella
El 23 de octubre de 2017 y el 18 de febrero de 2019, participa en la serie de Nickelodeon Kally's Mashup, dando vida a Andy Guiderman.
El 26 de enero de 2018, forma parte del elenco de la película «Lo más sencillo es complicarlo todo», interpretando a Tomás.
El 23 de agosto de 2019, asume el papel secundario de Simón en la obra musical «Jesucristo Super estrella», dirigida por Alejandro Gou.

### 2021-presente

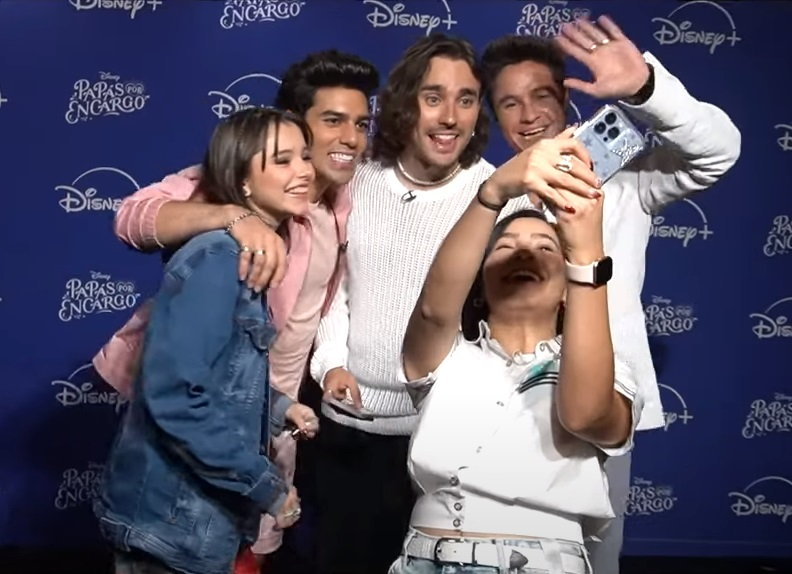
Elenco de Papás por encargo en 2023

El 26 de agosto de 2021, protagoniza el video musical de la canción «7 años de mala suerte» de la cantante Neela.
El 13 de julio de 2022, se une al elenco principal de la serie web de Disney+ Papás por encargo  . Por su actuación, Brito fue nominado como uno de los finalistas en los Premios produ 2022, en la categoría de Mejor actor principal de serie de comedia dramática. En septiembre de ese año, se anunció oficialmente el inicio de las filmaciones para la segunda temporada, la cual se estrenó el 8 de noviembre de 2023.
El 20 de abril de 2023, forma parte del videoclip de la canción «Feliz Breakup», interpretada por la cantante Paty Cantú en colaboración con Ximena Sariñana y Zzoilo.

## Filmografía
| Películas            | Películas                                                        | Películas               |
| Año                  | Título                                                           | Personaje               |
| -------------------- | ---------------------------------------------------------------- | ----------------------- |
| 2018                 | Lo más sencillo es complicarlo todo                              | Tomás                   |
| Series de televisión |                                                                  |                         |
| Año                  | Título                                                           | Personaje               |
| 2009                 | La rosa de Guadalupe (episodio "El escenario de la vida" - 2x16) | Ezequiel                |
| 2017-2019            | Kally's Mashup                                                   | Andrés "Andy" Guiderman |
| 2022-2023            | Papás por encargo                                                | Diego                   |
| Teatro               |                                                                  |                         |
| Año                  | Obra                                                             | Personaje               |
| 2016                 | Carrie el musical                                                | Tommy Ross              |
| 2013                 | Jesucristo Superestrella                                         | Simón                   |
| 2011                 | Hairspray                                                        | Link                    |
| Programas de TV      |                                                                  |                         |
| Año                  | Programa                                                         | Notas                   |
| 2007                 | Buscando a Timbiriche: La Nueva Banda                            | Ganador                 |

### Videoclips
- 2021: 7 años de mala suerte, Neela.[39]
- 2023: Feliz Breakup, Paty Cantú feat Ximena Sariñana y Zzoilo[45]

## Discografía
| la nueva banda timbiriche - 2007: La nueva banda timbiriche (álbum) | solista - 2015: Sentimientos maltratados - 2020: Bohemia personal | Bandas sonoras - 2022: Papás por encargo (banda sonora) - 2023: Papás por encargo 2 (banda sonora) |

## Premios y nominaciones
| Año  | Premio                             | Categoría                                          | Trabajo nominado                       | Resultado | Ref.          |
| ---- | ---------------------------------- | -------------------------------------------------- | -------------------------------------- | --------- | ------------- |
| 2015 | Kids Choice Awards México          | Fashonista                                         | Él mismo                               | Nominado  | [ 49 ] [ 50 ] |
| 2015 | Kids Choice Awards México          | Guapo favorito                                     | Él mismo                               | Ganador   | [ 49 ] [ 50 ] |
| 2016 | Kids Choice Awards México          | Canción favorita                                   | Mientras me enamoras (con Danna Paola) | Nominado  | [ 51 ]        |
| 2017 | Kids Choice Awards México          | Chico trendy                                       | El mismo                               | Nominado  | [ 52 ]        |
| 2018 | Kids Choice Awards México          | Actor favorito                                     | Kally's Mashup                         | Nominado  | [ 53 ]        |
| 2018 | Kids' Choise Awards Argentina 2018 | Ship favorito                                      | Kally's Mashup                         | Nominado  | [ 54 ]        |
| 2022 | Premios Produ 2022                 | Mejor actor principal - serie de comedia dramática | Papás por encargo                      | Nominado  | [ 42 ]        |